# Rosemary Capa
Rosemary Nokuzola Capa é uma política sul-africana que actua como vice-ministra de desenvolvimento de pequenas empresas desde 30 de maio de 2019. Membro do partido político Congresso Nacional Africano, é membro da Assembleia Nacional desde maio de 2014. De junho de 2014 a maio de 2019, foi presidente do Comité de Portefólio de Desenvolvimento Social.

## Carreira política

### Presidente do comité
Capa é membro do partido sul-africano Congresso Nacional Africano. Ela foi eleita para a Assembleia Nacional da África do Sul após as eleições gerais em 8 de maio de 2014. Ela tomou posse no dia 21 de maio de 2014. O ANC então rapidamente anunciou que Capa era a sua candidata a presidente do Comité de Portefólio sobre Desenvolvimento Social. Ela foi eleita a incumbente dessa pasta em 25 de junho de 2014.
Capa actuou como presidente do comité de portefólio até à dissolução do mandato em 7 de maio de 2019.

### Vice-ministra
Após a eleição geral de 8 de maio de 2019, Capa voltou ao parlamento em 22 de maio de 2019. Em 29 de maio de 2019, o presidente Cyril Ramaphosa nomeou-a vice-ministra de Desenvolvimento de Pequenas Empresas. Capa prestou o juramento no dia seguinte.